# Ksar-el-Kebir
Ksar-el-Kebir (Arabisch:, القصر الكبير, Tamazight: ⵍⵇⵚⵕ ⵍⴽⴱⵉⵔ) is een stad in het noorden van Marokko, in de provincie Larache, gelegen in de regio Tanger-Tétouan-Al Hoceïma. De stad telde in 2024 zo’n 125.000 inwoners.
De naam betekent "het grote kasteel" in het Arabisch. De stad ligt vlak bij de rivier de Loukous, waardoor Ksar-el-Kebir een van de rijkste landbouwregio's van Marokko is. Ksar el-Kebir levert bijna 20% van de benodigde suiker van Marokko. Naburige steden en dorpen zijn Larache, Chefchaouen, Arbawa en Tateft.

## Cultuur
Ksar el-Kebir staat bekend om de belangrijkste kunstenaars, schrijvers, dichters en sporters op nationaal vlak. 
In de sport houdt voetballer Abdeslam Laghrissi nog steeds zijn record als beste scherpschutter in het Marokkaanse kampioenschap met 26 doelpunten in 1986. 
In de muziek: Abdessalam Amer (overleden 1979), die in de Arabische wereld bekend staat als een unieke componist. Hij liet eeuwige liedjes na als: Red Moon, Beach, Leaving, The Last Oh!. 
Op het gebied van poëzie was Mohamed El Khammar El Guennouni (overleden 1991) een pionier in de moderne Marokkaanse poëzie en wordt hij beschouwd als meester van de vrije poëzie in Marokko. In de nieuwe poëtische generatie is er ook dichter Ouafae El Amrani. 
Op het gebied van het schrijven van romans zijn er romanschrijvers als Mohamed Aslim, Mohamed Harradi, Mohamed Tetouani, Mohamed Sibari en Moustafa Jebari. Op het gebied van het schrijven van korte verhalen is er Mohamed Said Raihani, een drietalige schrijver (hij schrijft in het Arabisch, Frans en Engels) en die zijn veertigste manuscript heeft voltooid voordat hij de leeftijd van veertig bereikte.

## Geschiedenis
Oorspronkelijk was het een Griekse en Carthaagse kolonie, maar de plek werd bezet door de Romeinen, waarvan de ruïnes nog steeds bestaan, en door de Byzantijnen. De Arabische stad, gesticht in de 8e eeuw, heeft een van de oudste moskeeën van West-Marokko.
In 1578 leed koning Sebastiaan van Portugal een verpletterende nederlaag in de Slag bij Alcácer Quibir door koning Abd al-Malik van Marokko, waarmee een einde kwam aan de ambities van Portugal om de Maghreb binnen te vallen en te kerstenen. Beide koningen stierven tijdens de slag, net als Abdallah Mohammed, die een bondgenoot was van Sebastiaan. De dood van koning Sebastiaan was het begin van de gebeurtenissen die leidden tot de tijdelijke vereniging van de kronen van Portugal en Spanje onder Filips II van Spanje. De overwinning van koning Abd al-Malik gaf Marokko aanzienlijke kracht en internationaal prestige. De stad kende een aanzienlijke groei met de vestiging van een belangrijk Spaans garnizoen in 1911 als onderdeel van het Spaanse Marokko-protectoraat in Marokko. Na de onafhankelijkheid van Marokko en de bouw van het Oued el Makhazine-reservoir door koning Hassan II om het rivierregime van de Loukkos te beheren, werd de stad een belangrijk regionaal landbouwdistributiecentrum. 
12e eeuw: Volgens Leo Africanus worden stadsmuren gebouwd op bevel van Abu Yusuf Yaqub al-Mansur.
1578: De Slag om de Drie Koningen wordt uitgevochten op de locatie van Ksar el-Kebir. 
17e eeuw: Sultan Moulay Ismail vernietigt de stadsmuren van Ksar el-Kebir, nadat hij boos is geworden door een plaatselijk opperhoofd. 
1911: Spanje verovert Noord-Marokko en de stad wordt herbouwd en krijgt de Spaanse naam Alcazarquivir. 
1956: Met de onafhankelijkheid van Marokko wordt Alcazarquivir overgedragen aan de Marokkaanse overheid en omgedoopt tot Ksar el-Kebir.

## Economie
De Marokkaanse overheid heeft een aantal initiatieven genomen om de economie van Ksar-el-Kebir te stimuleren. Deze initiatieven omvatten de aanleg van nieuwe infrastructuur, de verstrekking van kredieten aan kleine en middelgrote ondernemingen en de aanleg van een nieuwe economische zone. Deze zone zou nieuwe investeringen en banen naar de stad moeten trekken.
De economie van Ksar-el-Kebir is gebaseerd op een aantal sectoren:
Landbouw: De landbouw is de traditionele sector in de regio. De belangrijkste gewassen zijn granen, fruit en groenten. Veeteelt is ook belangrijk, met name runderen, schapen en geiten.
Handel: De stad ligt op een gunstige locatie dicht bij de Atlantische kust en heeft een geschiedenis als handelsstad.
Industrie: De industriesector in Ksar-el-Kebir is behoorlijk aan het groeien. Er zijn een aantal fabrieken in de stad die voedsel, textiel en bouwmaterialen verwerken.
Toerisme: Het toerisme is een groeiende sector in Ksar-el-Kebir. De stad heeft een aantal historische bezienswaardigheden zoals de Kasbah van Ksar-el-Kebir: deze 15e-eeuwse kasbah is het belangrijkste historische monument van de stad. De moskee van Ksar-el-Kebir is ook uit de 15e eeuw en is een van de oudste moskeeën in Marokko. Het museum van Ksar-el-Kebir toont de geschiedenis en cultuur van de stad. Het bevat een collectie archeologische voorwerpen, etnografische voorwerpen en kunstwerken.

## Verkeer en vervoer
Ksar-el-Kebir is aangesloten op het Marokkaanse spoorwegnet. De stad heeft een treinstation dat wordt bediend door nationale spoorwegmaatschappij ONCF. Er zijn directe treinen van Ksar-el-Kebir naar Tanger, Kenitra, Casablanca en Oujda. Er zijn ook indirecte verbindingen met andere steden in Marokko, zoals Fez, Marrakech en Rabat.
CTM is de nationale busmaatschappij van Marokko en exploiteert routes door het hele land, inclusief Ksar-el-Kebir. Daarnaast zijn er ook een aantal lokale busbedrijven die routes exploiteren in Ksar-el-Kebir en de omliggende dorpen.

## Bekende personen
- Achraf Hakimi, voetballer
- Ilias Bulaid, kickbokser
- Abdeslam Laghrissi, voetballer
- Mohamed Katir, hardloper
- Hamid El Kasri, muzikant
- Yehuda Benasouli, Opperrabbijn van Madrid, Spanje

## Stedenbanden
- Lagos, Portugal[4]